# Condensazione del DNA

Gruppo pirofosfato uscente in una reazione di condensazione che forma il polimero ribosio-fosfato. Condensa di adenina e guanina che formano un legame fosfodiestere, la base della spina dorsale dell'acido nucleico. La condensazione di adenina e guanina forma un legame fosfodiestere che è alla base della catena di acidi nucleici.

La condensazione del DNA è un processo di compattamento delle molecole di DNA che può avvenire in vitro oppure in vivo. I meccanismi che regolano l'impacchettamento del DNA sono fondamentali per il funzionamento del processo di regolazione genica negli organismi viventi. Il DNA condensato ha spesso alcune peculiarità, che non si osservano stando ai concetti classici di soluzioni diluite. Pertanto, la condensazione del DNA in vitro funge da sistema modello per molti processi di fisica, biologia e biochimica. Inoltre, la condensazione del DNA ha molte potenziali applicazioni in medicina e nel campo delle biotecnologie.
Il diametro di una molecola di DNA è di circa 2 nm, mentre la sua lunghezza varia in relazione all'organismo e, in alcuni casi, può arrivare fino ad alcune decine di centimetri. La solidità della doppia elica di DNA è comunque garantita da alcune sue caratteristiche, fra cui: le proprietà meccaniche della catena di deossiribosio e fosfato, la repulsione elettrostatica fra i gruppi fosfato (lungo la molecola di DNA è presente una carica negativa ogni circa 17 nm), le interazioni fra le basi di ogni singolo filamento e le interazioni fra i filamenti. Oltre ad essere una delle molecole più lunghe presenti in natura, il DNA è uno dei polimeri più rigidi, tuttavia gode di un certo grado di elasticità, questo significa che un lungo segmento della molecola ha le stesse caratteristiche di una corda flessibile, mentre una porzione più corta della doppia elica si comporta come un'asta rigida. Inoltre il DNA spacchettato tende ad occupare un volume maggiore rispetto a quello ordinatamente impacchettato. Matematicamente, per una catena flessibile non interagente che si diffonde in modo casuale in 3D, la distanza da punto a punto si ridimensiona come una radice quadrata della lunghezza del polimero. Per i polimeri reali come il DNA, ciò fornisce solo una stima molto approssimativa; ciò che è importante è che lo spazio disponibile per il DNA in vivo è molto più piccolo dello spazio che occuperebbe nel caso di una diffusione libera nella soluzione. Per far fronte ai limiti di volume, il DNA può impacchettarsi nelle condizioni di soluzione appropriate con l'aiuto di ioni e altre molecole. Di solito, la condensazione del DNA è definita come "il collasso di catene di DNA estese in particelle compatte e ordinate contenenti solo una o poche molecole". Questa definizione si applica a molte situazioni in vitro ed è anche vicina alla definizione di condensazione del DNA nei batteri come "adozione di uno stato relativamente concentrato e compatto che occupa una frazione del volume disponibile". Negli eucarioti, la dimensione del DNA e il numero di altri elementi che contribuiscono al processo di impacchettamento sono di gran lunga maggiori e una molecola di DNA forma milioni di particelle nucleoproteiche ordinate, i nucleosomi, che rappresentano solo il primo di molti livelli di impacchettamento del DNA.

## Condensazione del DNA nei virus
Nei virus il DNA o l'RNA è circondato dal capside, a volte è ulteriormente ricoperto da una membrana lipidica. Il materiale genetico è conservato all'interno del capside sotto forma di una bobina, che può avere diverse tipologie di avvolgimento che portano a diversi tipi di imballaggio liquido-cristallino. Questo imballaggio può passare da esagonale a colesterico a isotropo durante i diversi stadi di azione dei fagi. Sebbene le doppie eliche siano sempre allineate localmente, il DNA all'interno dei virus non rappresenta i veri cristalli liquidi, perché manca di fluidità. D'altra parte, il DNA condensato in vitro, ad esempio con l'aiuto di poliammine presenti anche nei virus, è sia ordinato localmente che fluido.

## Condensazione del DNA nei batteri
Il DNA batterico è impacchettato con l'aiuto di poliammine e proteine. Il DNA associato alla proteina occupa circa 1/4 del volume intracellulare formando una fase viscosa concentrata con proprietà cristalline liquide, chiamata nucleoide. Un simile meccanismo d'imballaggio del DNA esiste anche nei cloroplasti e nei mitocondri. Il DNA batterico è a volte indicato come cromosoma batterico. Il meccanismo alla base dell'impacchettamento del DNA batterico, dal punto di vista evolutivo, può essere visto come intermedio tra l'imballaggio del DNA privo di proteine nei virus e l'imballaggio determinato dalle proteine negli eucarioti.
I cromosomi gemelli nel batterio Escherichia coli sono indotti da condizioni stressanti a condensare e ad accoppiarsi. La condensazione indotta da stress avviene attraverso una convergenza non casuale, simile a una cerniera, dei cromosomi gemelli. Questa convergenza sembra dipendere dalla capacità di identiche molecole di DNA a doppio filamento di identificarsi in modo specifico l'un l'altro, un processo che culmina nell'avvicinamento di siti omologhi lungo i cromosomi accoppiati. Diverse condizioni di stress sembrano innescare nei batteri i meccanismi necessari a far fronte efficacemente ai gravi danni al DNA come le rotture del doppio filamento. L'apposizione di siti omologhi associati alla condensazione cromosomica indotta dallo stress aiuta a spiegare come si verifica la riparazione delle rotture del doppio filamento e altri danni.

## Condensazione del DNA negli eucarioti

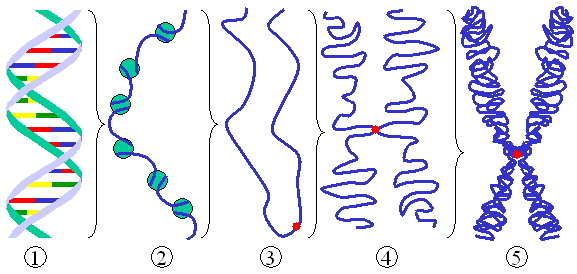
Differenti livelli di condensazione del DNA negli eucarioti: (1) Singolo filamento di DNA, (2) filamento di cromatina (DNA con istoni), (3) cromatina con centromero durante l'interfase, (4) due copie di cromatina durante la profase, (5) cromosoma durante la metafase.

Il DNA eucariotico, con una lunghezza tipica di dozzine di centimetri, si trova spesso ordinato per essere facilmente accessibile all'interno del nucleo. Negli eucarioti unicellulari conosciuti come le dinoflagellate, è possibile distinguere l'ordinamento cromosomico liquido-cristallino, dal momento che non contengono istoni facilmente rilevabili; fino a poco tempo fa si pensava che nelle dinoflagellate gli istoni fossero completamente assenti e che queste fossero dei mesocarioti, sebbene ad oggi siano classificati come alveolati.
In altri eucarioti, il DNA è disposto nel nucleo cellulare con l'aiuto degli istoni. In questo caso, il livello base della compattazione del DNA è il nucleosoma, dove la doppia elica è avvolta attorno all'ottamero dell'istone contenente due copie di ciascuna tipologia di istone H2A, H2B, H3 e H4. L'istone di legame H1 lega il DNA tra i nucleosomi e facilita il confezionamento della catena nucleosomale di "perline sulla stringa" di lunghezza di circa 10 nm, in una fibra di 30 nm più condensata. Il più delle volte, tra le divisioni cellulari, la disposizione della cromatina è ottimizzata per consentire un facile accesso dei fattori di trascrizione ai geni attivi, che sono caratterizzati da una struttura meno compatta, chiamata eucromatina, e per alleviare l'accesso alle proteine in regioni più strette, chiamate eterocromatina. Durante la divisione cellulare, la compattazione della cromatina aumenta ancora di più per formare cromosomi, che possono far fronte a grandi forze meccaniche che li trascinano in ciascuna delle due cellule figlie.

## Condensazione del DNAin vitro
La condensazione del DNA può essere indotta in vitro applicando una forza esterna per riunire le doppie eliche o inducendo interazioni tra i segmenti del DNA. Il primo caso si può ottenere, ad esempio, con l'aiuto della pressione osmotica esercitata da polimeri neutri di affollamento in presenza di sali monovalenti. In questo caso, le forze che spingono insieme le doppie eliche provengono da collisioni casuali entropiche con i polimeri di affollamento che circondano il DNA condensato e il sale è necessario per neutralizzare le cariche del DNA e ridurre la repulsione fra le molecolde di DNA. La seconda possibilità può essere realizzata inducendo interazioni di attrazione tra i segmenti del DNA mediante ligandi cationici multivalenti caricati (ioni metallici multivalenti, cationi inorganici, poliammine, protammine, peptidi, lipidi, liposomi e proteine).

## Fisica della condensazione del DNA
La condensazione di DNA a doppia elica è una transizione di fase acuta, che avviene in un intervallo ristretto di concentrazioni di agenti condensanti. Poiché le doppie eliche si avvicinano molto l'una all'altra nella fase condensata, ciò porta alla ristrutturazione delle molecole d'acqua, che dà origine alle cosiddette forze di idratazione. Per comprendere l'attrazione tra le molecole di DNA caricate negativamente, occorre anche tenere conto delle correlazioni tra i controioni nella soluzione. La condensazione del DNA da parte delle proteine può presentare isteresi, che può essere spiegata usando un modello di Ising modificato.

## Condensazione del DNA e regolazione genica
Oggigiorno le descrizioni della regolazione genica si basano sulle approssimazioni del legame all'equilibrio in soluzioni diluite, sebbene sia chiaro che queste ipotesi sono in realtà violate nella cromatina. L'approssimazione della soluzione diluita viene violata per due motivi. Innanzitutto, il contenuto di cromatina è ben lungi dall'essere diluito e, in secondo luogo, i numeri delle molecole partecipanti sono a volte così piccoli, che non ha senso parlare delle concentrazioni di massa. Ulteriori differenze da soluzioni diluite derivano dalle diverse affinità di legame delle proteine con il DNA condensato e non condensato. Pertanto nel DNA condensato entrambe le velocità di reazione possono essere modificate e la loro dipendenza dalle concentrazioni di reagenti può diventare non lineare.